# Poljé de Livno
El poljé de Livno (en bosnio, croata y serbio latino Livanjsko polje) es un poljé situado en el oeste de Bosnia y Herzegovina, en el municipio de Livno. Se considera la mayor depresión cárstica de los Alpes Dináricos y uno de los campos cársticos periódicamente inundados más grandes del mundo.
El paraje consta de tierras agrícolas y bosques aluviales inundados estacionalmente, marismas y charcas estacionales, corrientes permanentes, manantiales kársticos y dolinas, y la mayor turbera de los Balcanes. Junto con los humedales del Sava, es el lugar más importante de invernada, migración y cría de aves acuáticas y rapaces del país y un lugar clave de la ruta migratoria centroeuropea.
El poljé, que forma parte de las áreas protegidas de Bosnia y Herzegovina, está incluido desde 2008 en la lista de sitios Ramsar para la conservación y el uso sostenible de los humedales. Desde 2013, también está catalogado, junto con el lago de Buško, como Área importante para la conservación de las aves (IBA).

## Geografía

### Ubicación

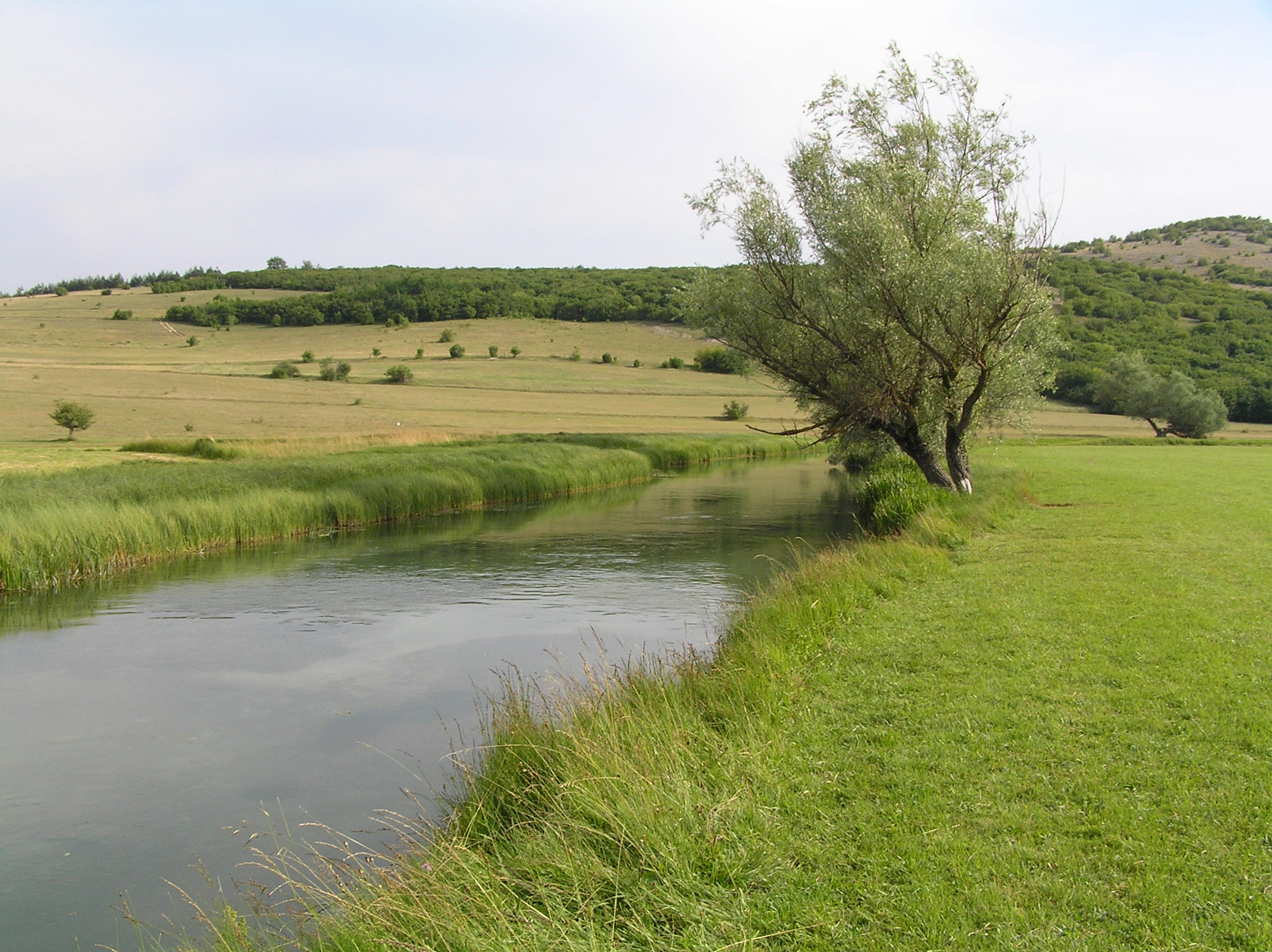
Vista del poljé de Livno y el río Sturba

El poljé de Livno tiene una superficie de 458,68 km², mide 30 km de largo por 6 km de ancho y tiene una altitud media de 720 m.
Se encuentra en la parte suroccidental de Bosnia y Herzegovina y se extiende entre las montañas kársticas de Dinara y Kamešnica, al sur, el monte Tušnica, al este, el Cincar y el monte Golija, al norte, y el Šator y Staretina, al oeste. El lago de Buško (Buško Blato) se encuentra al sureste del poljé y el corredor de Ždralovac, al noroeste, lo conecta con el Grahovsko polje, entre las estribaciones de los montes Dinara, Kamešnica y Šator.

### Hidrografía

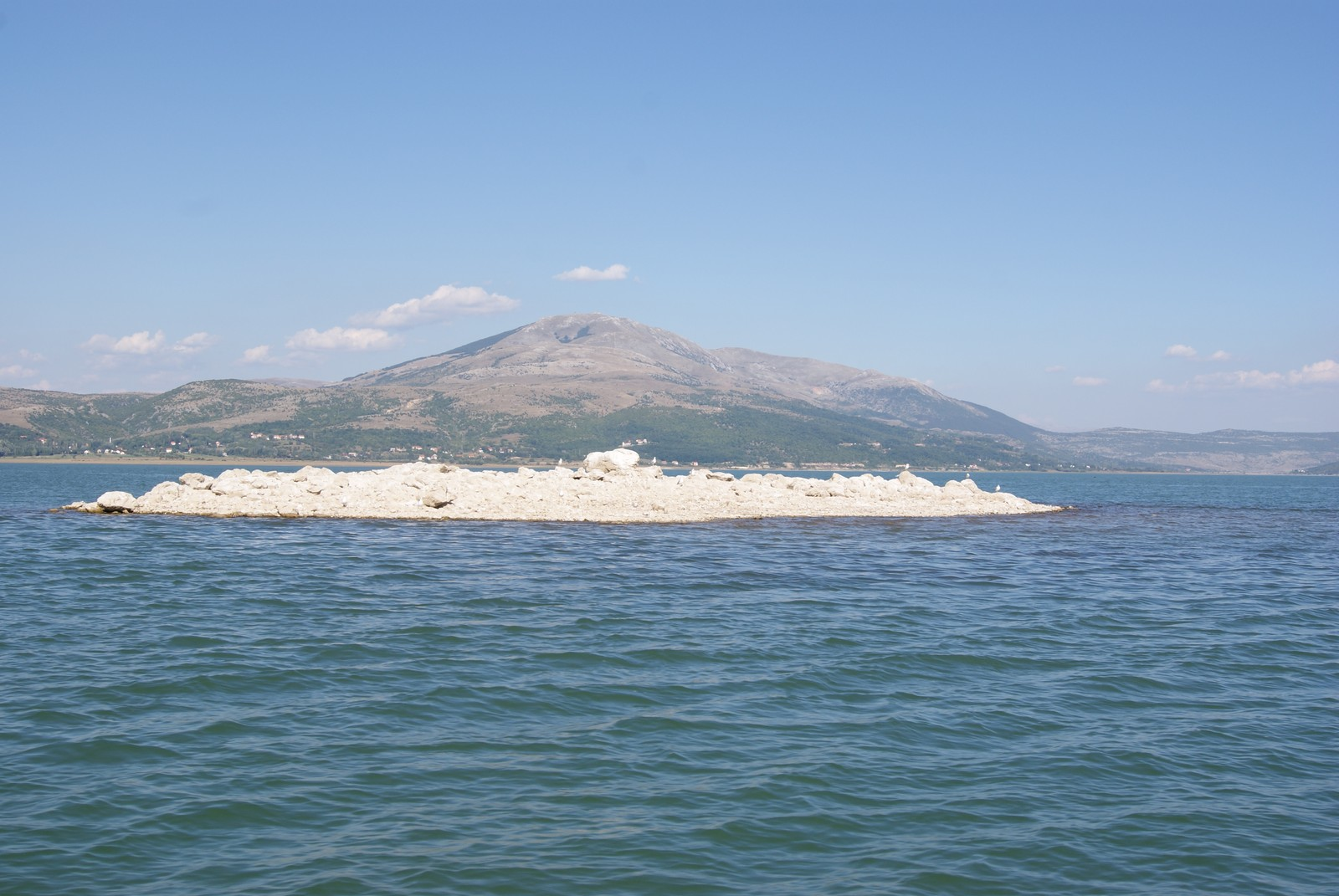
Una isla en el lago de Buško

Los estudios realizados indican que en el Neógeno el poljé de Livno se encontraba bajo el agua. Hoy en día alberga una extensa red de aguas superficiales y subterráneas: ríos, manantiales, pónores y lagos. Entre los lagos de la zona se encuentran el lago de Buško, formado por una presa, y el de Brežinsko jezero. Entre los ríos más importantes cabe destacar el Sturba, el Žabljak, el Bistrica, el Brina, el Plovuča, el Jaruga y el Ričina, que son ricos en peces y cangrejos.

### Clima

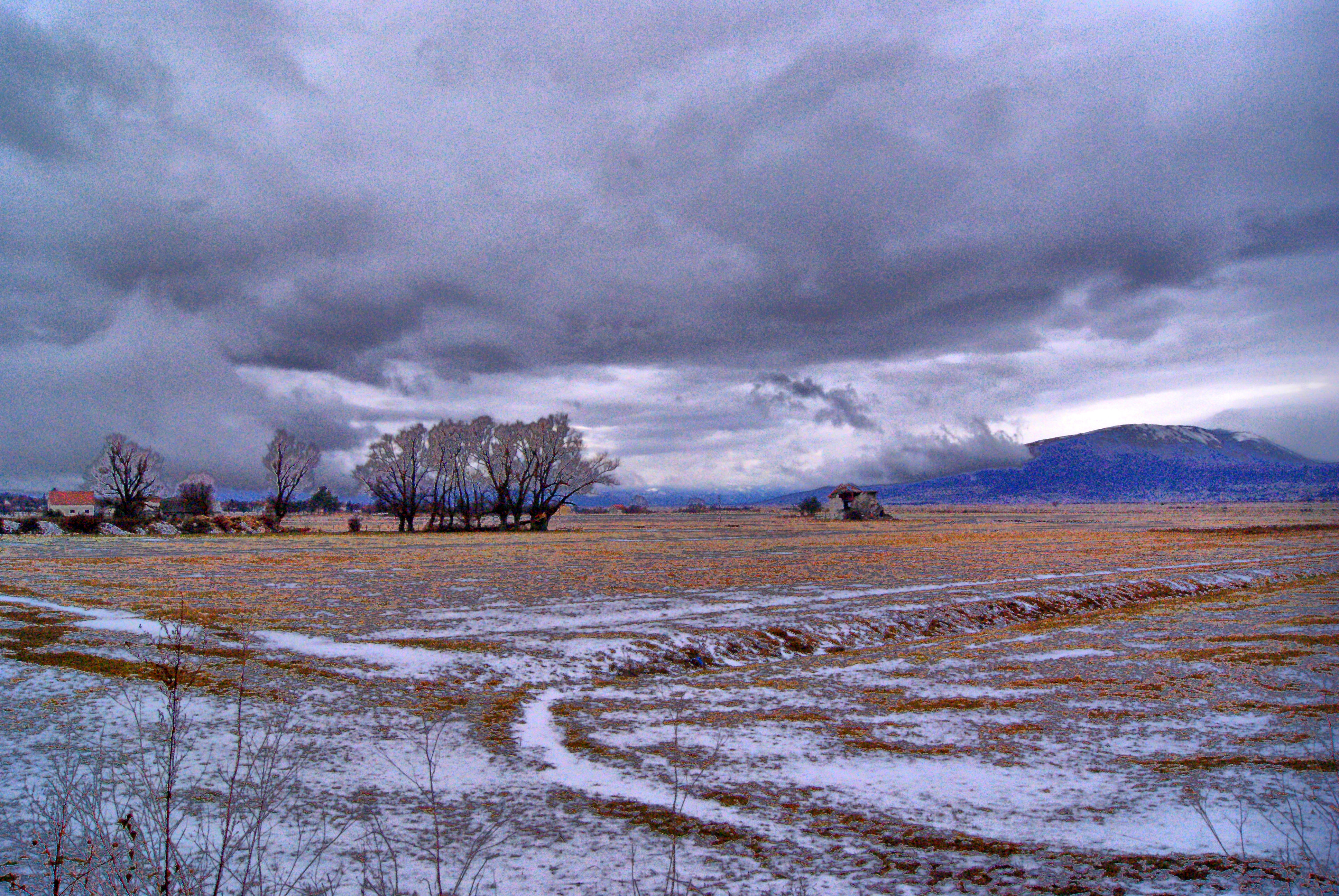
El poljé de Livno en invierno

El clima del poljé se mide en la estación meteorológica de Livno, situada a 724 m sobre el nivel del mar y que lleva registrando datos desde 1892. La región presenta un clima continental templado frío, con una temperatura media anual de 9,3 °C; el mes de julio es el más cálido del año, con una media de 18,7 °C. El mes más frío es enero, con una media de -0,2 °C. La precipitación media anual es de 1.123 mm/m2, siendo la menor precipitación mensual en julio y la mayor en diciembre.
La temperatura máxima registrada en la estación fue de 37,6 °C los días 30 de julio de 2005 y 2007, y la temperatura mínima fue de -29,6 °C el 11 de enero de 1967. El récord de precipitaciones en un solo día fue de 132 mm en diciembre de 1959.

### Fauna y flora
La vegetación de esta región es una mezcla particular de la flora de las praderas del norte de Europa y de plantas típicas del litoral mediterráneo. En el poljé se dan tres tipos de bosques aluviales: el bosque de alisos (Alnus glutinosa), el bosque de robles (Quercus robur) y el bosque de fresnos (Fraxinus angustifolia). La mayor superficie está cubierta por Quercus robur, que tienen una gran importancia en la conservación del suelo. La zona es un lugar importante para la migración de aves: entre las especies de aves que atraviesan o anidan en el polje se pueden citar el porrón (Aythya ferina), la serreta grande (Mergus merganser), la espátula (Platalea leucorodia), el aguilucho cenizo (Circus pygargus), el águila culebrera (Circaetus gallicus), el guion de codornices (Crex crex), la focha (Fulica atra), la grulla (Grus grus), el autillo (Otus scops), el búho real (Bubo bubo), el alcaudón dorsirrojo (Lanius collurio) y el alcaudón chico (Lanius minor).

## Actividades humanas

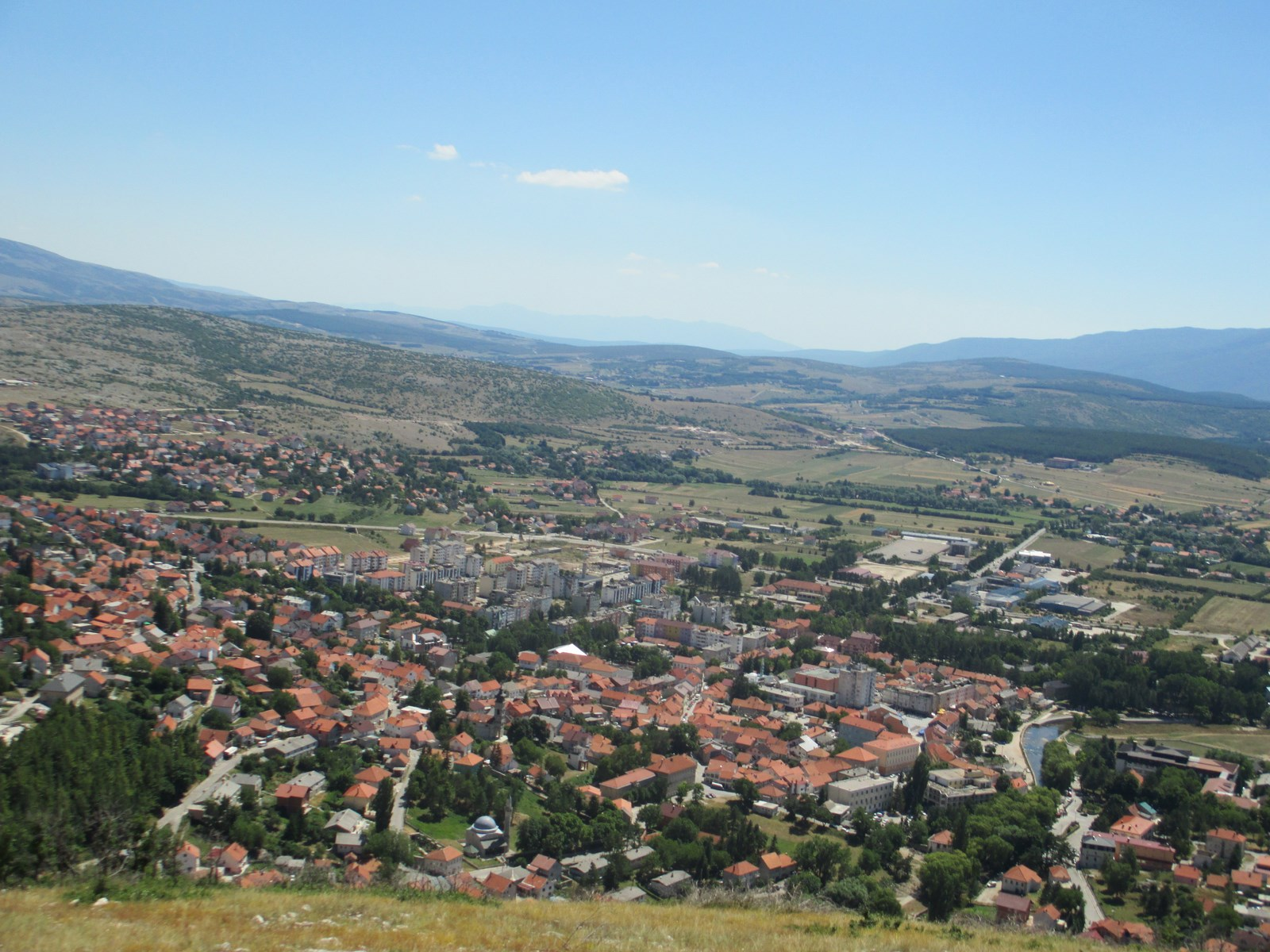
Vista general de Livno

La ciudad más importante del poljé es Livno, que le da nombre, con 9.045 habitantes en 2013. Otras localidades importantes de la zona son Veliki Guber, Grborezi, Podhum, Prolog, Čuklić, Zabrišće, Bila, Čelebić, Lusnić, Strupnić, Kovačić, Vrbica y Bojmunte.
El poljé es una zona tradicionalmente dedicada a la cría de vacas y ovejas. Con la leche se elaboran quesos, entre los que destaca el famoso queso de Livno (Livanjski sir). En esta zona también es común el cultivo de patatas y coles.